# Тамаки, Юитиро
Юитиро Тамаки (яп. 玉木 雄一郎; род. 1 мая 1969, Sangawa, Кагава) — японский политический и государственный деятель, депутат Палаты представителей (с 2009), председатель «Демократической партии для народа» (с 2018).

## Биография
Родился 1 мая 1969 года в городе Сангава, округ Окава, префектура Кагава, Япония.
В 1993 году окончил юридический университет Токийского университета, после чего устроился на работу в Министерство финансов Японии. В 1997 году он получил степень магистра государственного управления в Школе управления имени Джона Ф. Кеннеди, после чего совмещал работу в Министерстве иностранных дел Японии, Агентстве финансовых услуг и Администрации Кабинета министров.
В 2005 году он ушёл в отставку с государственных должностей для выдвижения своей кандидатуры на всеобщих выборах, после чего «Демократическая партия Японии» предложила ему вступить в свои ряды.
На парламентских выборах 2009 года ему удалось получить место в Палате представителей, а позднее он сохранил своё место на выборах 2012 года.
В ноябре 2017 года он возглавил политическую партию «Партия надежды», а в мае 2018 году выступил в роли инициатора её объединения с «Демократической партией» в «Демократическую партию для народа».
В 2019 году Тамаки публично выступил с предложением о встрече с премьер-министром Синдзо Абэ для обсуждения конституционной реформы. На парламентских выборах 2024 года Тамаки удалось добиться значительных успехов, так как его партия стала играть одну из ключевых ролей при поддержке предложений других политических сил, потерявших парламентское большинство.
В декабре 2024 года Тамаки был временно отстранён от руководства партией на три месяца после того, как в СМИ появилась информация о его внебрачной связи, которую он впоследствии подтвердил лично. 4 марта 2025 года он был вновь утверждён на пост лидера партии.  